# True Colours (Split Enz)
True Colours è un album del gruppo musicale neozelandese Split Enz, pubblicato dalle etichette discografiche Mushroom (Australia), Polydor (Nuova Zelanda) e A&M (versione internazionale) nel 1980.
Il disco è prodotto da David Tickle. I brani sono interamente firmati da componenti dello stesso gruppo, in particolare Tim Finn, autore completo di 6 degli 11 brani complessivi. Sono presenti due pezzi strumentali, Double Happy e The Choral Sea.
Dall'album vengono tratti i singoli I Got You e I Hope I Never. Altri 45 giri sono pubblicati solo in alcuni paesi e non ottengono particolari riscontri commerciali.

## Tracce

### Lato A
1. Shark Attack
2. I Got You
3. What's the Matter with You
4. Double Happy
5. I Wouldn't Dream of It
6. I Hope I Never

### Lato B
1. Nobody Takes Me Seriously
2. Missing Person
3. Poor Boy
4. How Can I Resist Her
5. The Choral Sea